# Jaloliddin Masharipov
Jaloliddin Masharipov (Urgench, 1º settembre 1993) è un calciatore uzbeko, centrocampista dell'Esteghlal e della nazionale uzbeka.

## Carriera

### Club
Ha esordito nel 2013 giocando nella prima divisione uzbeka con il Paxtakor, uno dei club più titolati del campionato uzbeko, con cui nel corso della sua carriera ha giocato anche 29 partite (con 4 gol segnati) nell'arco di sei edizioni della AFC Champions League.
In seguito ha giocato nelle prime divisioni di Emirati Arabi Uniti ed Arabia Saudita.
Rimasto svincolato, il 27 settembre 2023 firma per la squadra greca del Panserraïkos, neopromossa in Super League. A stagione in corso passa all'Esteghlal, club della prima divisione iraniana.

### Nazionale
Ha disputato il Campionato mondiale di calcio Under-20 2013; in totale ha giocato 7 partite e segnato un gol in Under-20. Ha inoltre giocato 9 partite senza mai segnare con l'Under-23.
Ha esordito in nazionale maggiore il 24 luglio 2016 nell'amichevole Uzbekistan-Iraq (2-1). Nel 2019 e nel 2023 ha partecipato alla Coppa d'Asia.

## Statistiche

### Presenze e reti nei club
Statistiche aggiornate al 15 maggio 2025.
| Stagione            | Squadra            | Campionato       | Campionato | Campionato | Coppe nazionali | Coppe nazionali | Coppe nazionali | Coppe continentali | Coppe continentali | Coppe continentali | Altre coppe | Altre coppe | Altre coppe | Totale | Totale |
| Stagione            | Squadra            | Comp             | Pres       | Reti       | Comp            | Pres            | Reti            | Comp               | Pres               | Reti               | Comp        | Pres        | Reti        | Pres   | Reti   |
| ------------------- | ------------------ | ---------------- | ---------- | ---------- | --------------- | --------------- | --------------- | ------------------ | ------------------ | ------------------ | ----------- | ----------- | ----------- | ------ | ------ |
| 2013                | Paxtakor           | PFL              | 0          | 0          | CU              | 1               | 0               | ACL                | 0                  | 0                  | -           | -           | -           | 1      | 0      |
| 2014                | Paxtakor           | PFL              | 12         | 0          | CU              | 5               | 1               | -                  | -                  | -                  | -           | -           | -           | 17     | 1      |
| 2015                | Paxtakor           | PFL              | 22         | 3          | CU              | 6               | 0               | ACL                | 6                  | 0                  | SU          | 0           | 0           | 34     | 3      |
| 2016                | Paxtakor           | PFL              | 30         | 7          | CU              | 2               | 0               | ACL                | 6                  | 1                  | SU          | 0           | 0           | 38     | 8      |
| 2017                | Lokomotiv Tashkent | PFL              | 27         | 6          | CU              | 6               | 2               | ACL                | 6                  | 1                  | -           | -           | -           | 45     | 1      |
| 2018                | Paxtakor           | USL              | 29         | 4          | CU              | 4               | 1               | ACL                | 1                  | 0                  | -           | -           | -           | 34     | 5      |
| 2019                | Paxtakor           | USL              | 25         | 4          | CU              | 4               | 2               | ACL                | 8                  | 1                  | -           | -           | -           | 37     | 7      |
| 2020                | Paxtakor           | USL              | 23         | 6          | CU              | 4               | 1               | ACL                | 8                  | 2                  | -           | -           | -           | 35     | 9      |
| Totale Paxtakor     | Totale Paxtakor    | Totale Paxtakor  | 141        | 24         |                 | 26              | 5               |                    | 29                 | 4                  |             | 0           | 0           | 196    | 33     |
| gen.-giu. 2021      | Al-Ahli            | PL               | 12         | 2          | CP+CdL          | 0+3             | 0               | ACL                | 4                  | 0                  | SEAU        | -           | -           | 19     | 2      |
| 2021-2022           | Al-Nassr           | SPL              | 26         | 2          | KC              | 0               | 0               | ACL                | 3                  | 2                  | -           | -           | -           | 29     | 4      |
| 2022-2023           | Al-Nassr           | SPL              | 14         | 0          | KC              | 1               | 0               | -                  | -                  | -                  | SS          | 1           | 0           | 16     | 0      |
| Totale Al-Nassr     | Totale Al-Nassr    | Totale Al-Nassr  | 40         | 2          |                 | 1               | 0               |                    | 3                  | 2                  |             | 1           | 0           | 45     | 4      |
| ott. 2023-feb. 2024 | Panserraïkos       | SL               | 7          | 0          | CG              | 1               | 0               | -                  | -                  | -                  | -           | -           | -           | 8      | 0      |
| feb.-giu. 2024      | Esteghlal          | PL               | 14         | 2          | CI              | 1               | 0               | -                  | -                  | -                  | -           | -           | -           | 15     | 2      |
| 2024-2025           | Esteghlal          | PL               | 24         | 1          | CI              | 2               | 0               | ACL                | 8                  | 0                  | -           | -           | -           | 34     | 1      |
| Totale Esteghlal    | Totale Esteghlal   | Totale Esteghlal | 38         | 3          |                 | 3               | 0               |                    | 8                  | 0                  |             | 0           | 0           | 49     | 3      |
| Totale carriera     | Totale carriera    | Totale carriera  | 265        | 37         |                 | 40              | 7               |                    | 50                 | 7                  |             | 1           | 0           | 356    | 51     |

### Cronologia presenze in nazionale
| Cronologia completa delle presenze e delle reti in nazionale ― Uzbekistan | Cronologia completa delle presenze e delle reti in nazionale ― Uzbekistan | Cronologia completa delle presenze e delle reti in nazionale ― Uzbekistan | Cronologia completa delle presenze e delle reti in nazionale ― Uzbekistan | Cronologia completa delle presenze e delle reti in nazionale ― Uzbekistan | Cronologia completa delle presenze e delle reti in nazionale ― Uzbekistan | Cronologia completa delle presenze e delle reti in nazionale ― Uzbekistan | Cronologia completa delle presenze e delle reti in nazionale ― Uzbekistan |
| Data                                                                      | Città                                                                     | In casa                                                                   | Risultato                                                                 | Ospiti                                                                    | Competizione                                                              | Reti                                                                      | Note                                                                      |
| ------------------------------------------------------------------------- | ------------------------------------------------------------------------- | ------------------------------------------------------------------------- | ------------------------------------------------------------------------- | ------------------------------------------------------------------------- | ------------------------------------------------------------------------- | ------------------------------------------------------------------------- | ------------------------------------------------------------------------- |
| 24-07-2016                                                                | Tashkent                                                                  | Uzbekistan                                                                | 2 – 1                                                                     | Iraq                                                                      | Amichevole                                                                | -                                                                         | 84’                                                                       |
| 06-10-2016                                                                | Tashkent                                                                  | Uzbekistan                                                                | 0 – 1                                                                     | Iran                                                                      | Qual. Mondiali 2018                                                       | -                                                                         | 61’                                                                       |
| 11-10-2016                                                                | Tashkent                                                                  | Uzbekistan                                                                | 2 – 0                                                                     | Cina                                                                      | Qual. Mondiali 2018                                                       | -                                                                         | 80’                                                                       |
| 10-11-2016                                                                | Tashkent                                                                  | Uzbekistan                                                                | 1 – 0                                                                     | Giordania                                                                 | Amichevole                                                                | -                                                                         | 59’                                                                       |
| 23-01-2017                                                                | Dubai                                                                     | Uzbekistan                                                                | 2 – 2                                                                     | Georgia                                                                   | Amichevole                                                                | -                                                                         | 57’                                                                       |
| 23-03-2017                                                                | Krubong                                                                   | Siria                                                                     | 1 – 0                                                                     | Uzbekistan                                                                | Qual. Mondiali 2018                                                       | -                                                                         | 55’                                                                       |
| 06-06-2017                                                                | Tashkent                                                                  | Uzbekistan                                                                | 2 – 0                                                                     | Thailandia                                                                | Amichevole                                                                | -                                                                         | 46’                                                                       |
| 12-06-2017                                                                | Teheran                                                                   | Iran                                                                      | 2 – 0                                                                     | Uzbekistan                                                                | Qual. Mondiali 2018                                                       | -                                                                         | 65’                                                                       |
| 25-08-2017                                                                | Tashkent                                                                  | Uzbekistan                                                                | 5 – 0                                                                     | Kirghizistan                                                              | Amichevole                                                                | 1                                                                         | 46’                                                                       |
| 05-09-2017                                                                | Tashkent                                                                  | Uzbekistan                                                                | 0 – 0                                                                     | Corea del Sud                                                             | Qual. Mondiali 2018                                                       | -                                                                         | 86’                                                                       |
| 23-03-2018                                                                | Kota Bharu                                                                | Senegal                                                                   | 1 – 1                                                                     | Uzbekistan                                                                | Amichevole                                                                | -                                                                         | 57’                                                                       |
| 27-03-2018                                                                | Casablanca                                                                | Marocco                                                                   | 2 – 0                                                                     | Uzbekistan                                                                | Amichevole                                                                | -                                                                         |                                                                           |
| 19-05-2018                                                                | Teheran                                                                   | Iran                                                                      | 1 – 0                                                                     | Uzbekistan                                                                | Amichevole                                                                | -                                                                         | 88’                                                                       |
| 08-06-2018                                                                | Montevideo                                                                | Uruguay                                                                   | 3 – 0                                                                     | Uzbekistan                                                                | Amichevole                                                                | -                                                                         | 8’                                                                        |
| 09-01-2019                                                                | Sharja                                                                    | Uzbekistan                                                                | 2 – 1                                                                     | Oman                                                                      | Coppa d'Asia 2019 - 1º turno                                              | -                                                                         | 29’ 79’                                                                   |
| 13-1-2019                                                                 | Dubai                                                                     | Turkmenistan                                                              | 0 – 4                                                                     | Uzbekistan                                                                | Coppa d'Asia 2019 - 1º turno                                              | 1                                                                         |                                                                           |
| 21-01-2019                                                                | al-'Ayn                                                                   | Australia                                                                 | 0 – 0 dts (4 – 2 dtr)                                                     | Uzbekistan                                                                | Coppa d'Asia 2019 - Ottavi di finale                                      | -                                                                         |                                                                           |
| 22-03-2019                                                                | Nanning                                                                   | Uruguay                                                                   | 3 – 0                                                                     | Uzbekistan                                                                | Amichevole                                                                | -                                                                         | 79’                                                                       |
| 25-03-2019                                                                | Nanning                                                                   | Cina                                                                      | 0 – 1                                                                     | Uzbekistan                                                                | Amichevole                                                                | -                                                                         |                                                                           |
| 02-06-2019                                                                | Alanya                                                                    | Turchia                                                                   | 2 – 0                                                                     | Uzbekistan                                                                | Amichevole                                                                | -                                                                         |                                                                           |
| 07-06-2019                                                                | Tashkent                                                                  | Uzbekistan                                                                | 4 – 0                                                                     | Corea del Nord                                                            | Amichevole                                                                | -                                                                         | 83’                                                                       |
| 11-06-2019                                                                | Namangan                                                                  | Uzbekistan                                                                | 2 – 0                                                                     | Siria                                                                     | Amichevole                                                                | -                                                                         |                                                                           |
| 05-09-2019                                                                | Al-Ram                                                                    | Palestina                                                                 | 2 – 0                                                                     | Uzbekistan                                                                | Qual. Mondiali 2022                                                       | -                                                                         | 83’                                                                       |
| 10-09-2019                                                                | Tashkent                                                                  | Uzbekistan                                                                | 5 – 0                                                                     | Yemen                                                                     | Qual. Mondiali 2022                                                       | -                                                                         |                                                                           |
| 15-10-2019                                                                | Singapore                                                                 | Singapore                                                                 | 1 – 3                                                                     | Uzbekistan                                                                | Qual. Mondiali 2022                                                       | -                                                                         | 57’ 71’                                                                   |
| 14-11-2019                                                                | Tashkent                                                                  | Uzbekistan                                                                | 2 – 3                                                                     | Arabia Saudita                                                            | Qual. Mondiali 2022                                                       | -                                                                         | 82’                                                                       |
| 19-11-2019                                                                | Tashkent                                                                  | Uzbekistan                                                                | 2 – 0                                                                     | Palestina                                                                 | Qual. Mondiali 2022                                                       | -                                                                         | 74’                                                                       |
| 08-10-2020                                                                | Tashkent                                                                  | Uzbekistan                                                                | 1 – 2                                                                     | Iran                                                                      | Amichevole                                                                | -                                                                         | cap.                                                                      |
| 12-10-2020                                                                | Abu Dhabi                                                                 | Emirati Arabi Uniti                                                       | 1 – 2                                                                     | Uzbekistan                                                                | Amichevole                                                                | -                                                                         | 61’                                                                       |
| 12-11-2020                                                                | Sharja                                                                    | Uzbekistan                                                                | 0 – 1                                                                     | Siria                                                                     | Amichevole                                                                | -                                                                         | cap. 61’                                                                  |
| 17-11-2020                                                                | Dubai                                                                     | Uzbekistan                                                                | 1 – 2                                                                     | Iraq                                                                      | Amichevole                                                                | -                                                                         | 68’                                                                       |
| 29-3-2021                                                                 | Tashkent                                                                  | Uzbekistan                                                                | 0 – 1                                                                     | Iraq                                                                      | Amichevole                                                                | -                                                                         |                                                                           |
| 07-06-2021                                                                | Riad                                                                      | Uzbekistan                                                                | 5 – 0                                                                     | Singapore                                                                 | Qual. Mondiali 2022                                                       | 2                                                                         | 55’                                                                       |
| 11-06-2021                                                                | Riad                                                                      | Yemen                                                                     | 0 – 1                                                                     | Uzbekistan                                                                | Qual. Mondiali 2022                                                       | 1                                                                         |                                                                           |
| 15-06-2021                                                                | Riad                                                                      | Arabia Saudita                                                            | 3 – 0                                                                     | Uzbekistan                                                                | Qual. Mondiali 2022                                                       | -                                                                         |                                                                           |
| 05-09-2021                                                                | Solna                                                                     | Svezia                                                                    | 2 – 1                                                                     | Uzbekistan                                                                | Amichevole                                                                | -                                                                         | 89’                                                                       |
| 09-10-2021                                                                | Amman                                                                     | Uzbekistan                                                                | 5 – 1                                                                     | Malaysia                                                                  | Amichevole                                                                | -                                                                         | cap.                                                                      |
| 15-11-2021                                                                | Gori                                                                      | Georgia                                                                   | 1 – 0                                                                     | Uzbekistan                                                                | Amichevole                                                                | -                                                                         |                                                                           |
| 27-01-2022                                                                | Dubai                                                                     | Uzbekistan                                                                | 3 – 0                                                                     | Sudan del Sud                                                             | Amichevole                                                                | 1                                                                         | 72’                                                                       |
| 25-03-2022                                                                | Namangan                                                                  | Uzbekistan                                                                | 3 – 1                                                                     | Kirghizistan                                                              | Amichevole                                                                | -                                                                         | 89’                                                                       |
| 29-03-2022                                                                | Namangan                                                                  | Uganda                                                                    | 2 – 4                                                                     | Uzbekistan                                                                | Amichevole                                                                | 1                                                                         |                                                                           |
| 08-06-2022                                                                | Karshi                                                                    | Uzbekistan                                                                | 3 – 0                                                                     | Sri Lanka                                                                 | Qual. Coppa d'Asia 2023                                                   | 1                                                                         | 74’                                                                       |
| 11-06-2022                                                                | Karshi                                                                    | Maldive                                                                   | 0 – 4                                                                     | Uzbekistan                                                                | Qual. Coppa d'Asia 2023                                                   | -                                                                         | 62’                                                                       |
| 14-06-2022                                                                | Karshi                                                                    | Uzbekistan                                                                | 2 – 0                                                                     | Thailandia                                                                | Qual. Coppa d'Asia 2023                                                   | 1                                                                         | 66’                                                                       |
| 24-03-2023                                                                | Jeddah                                                                    | Uzbekistan                                                                | 1 – 0                                                                     | Bolivia                                                                   | Amichevole                                                                | -                                                                         | 45’ 79’                                                                   |
| 28-03-2023                                                                | Riad                                                                      | Uzbekistan                                                                | 1 – 1                                                                     | Venezuela                                                                 | Amichevole                                                                | -                                                                         | 58’                                                                       |
| 11-06-2023                                                                | Tashkent                                                                  | Uzbekistan                                                                | 3 – 0                                                                     | Oman                                                                      | CAFA Nations Cup 2023 - 1º turno                                          | 2                                                                         | cap. 60’                                                                  |
| 14-06-2023                                                                | Tashkent                                                                  | Turkmenistan                                                              | 0 – 2                                                                     | Uzbekistan                                                                | CAFA Nations Cup 2023 - 1º turno                                          | -                                                                         | 73’                                                                       |
| 20-06-2023                                                                | Tashkent                                                                  | Uzbekistan                                                                | 0 – 1                                                                     | Iran                                                                      | CAFA Nations Cup 2023 - Finale                                            | -                                                                         | 71’                                                                       |
| 09-09-2023                                                                | East Rutherford                                                           | Stati Uniti                                                               | 3 – 0                                                                     | Uzbekistan                                                                | Amichevole                                                                | -                                                                         | 86’                                                                       |
| 13-09-2023                                                                | Atlanta                                                                   | Messico                                                                   | 3 – 3                                                                     | Uzbekistan                                                                | Amichevole                                                                | -                                                                         | cap. 80’                                                                  |
| 13-10-2023                                                                | Dalian                                                                    | Uzbekistan                                                                | 2 – 0                                                                     | Vietnam                                                                   | Amichevole                                                                | -                                                                         | cap. 58’                                                                  |
| 16-10-2023                                                                | Dalian                                                                    | Cina                                                                      | 1 – 2                                                                     | Uzbekistan                                                                | Amichevole                                                                | -                                                                         | cap. 46’                                                                  |
| 21-11-2023                                                                | Tashkent                                                                  | Uzbekistan                                                                | 2 – 2                                                                     | Iran                                                                      | Qual. Mondiali 2026                                                       | -                                                                         | 62’                                                                       |
| 25-12-2023                                                                | Dubai                                                                     | Uzbekistan                                                                | 4 – 1                                                                     | Kirghizistan                                                              | Amichevole                                                                | 1                                                                         | 46’                                                                       |
| 13-1-2024                                                                 | Al Rayyan                                                                 | Uzbekistan                                                                | 0 – 0                                                                     | Siria                                                                     | Coppa d'Asia 2023 - 1º turno                                              | -                                                                         | cap. 73’                                                                  |
| 18-1-2024                                                                 | Al Rayyan                                                                 | India                                                                     | 0 – 3                                                                     | Uzbekistan                                                                | Coppa d'Asia 2023 - 1º turno                                              | -                                                                         | cap. 74’                                                                  |
| 23-1-2024                                                                 | Al Wakrah                                                                 | Australia                                                                 | 1 – 1                                                                     | Uzbekistan                                                                | Coppa d'Asia 2023 - 1º turno                                              | -                                                                         | 46’                                                                       |
| 30-1-2024                                                                 | Al Wakrah                                                                 | Uzbekistan                                                                | 2 – 1                                                                     | Thailandia                                                                | Coppa d'Asia 2023 - 1º turno                                              | -                                                                         | 82’                                                                       |
| 3-2-2024                                                                  | Al Khawr                                                                  | Qatar                                                                     | 1 – 1 dts (3 – 2 dtr)                                                     | Uzbekistan                                                                | Coppa d'Asia 2023 - 1º turno                                              | -                                                                         | cap.                                                                      |
| 21-3-2024                                                                 | Hong Kong                                                                 | Hong Kong                                                                 | 0 – 2                                                                     | Uzbekistan                                                                | Qual. Mondiali 2026                                                       | -                                                                         | 82’                                                                       |
| 26-3-2024                                                                 | Tashkent                                                                  | Uzbekistan                                                                | 3 – 0                                                                     | Hong Kong                                                                 | Qual. Mondiali 2026                                                       | -                                                                         | 68’ 90+1’                                                                 |
| 6-6-2024                                                                  | Tashkent                                                                  | Uzbekistan                                                                | 3 – 1                                                                     | Turkmenistan                                                              | Qual. Mondiali 2026                                                       | -                                                                         | 76’                                                                       |
| 11-6-2024                                                                 | Teheran                                                                   | Iran                                                                      | 0 – 0                                                                     | Uzbekistan                                                                | Qual. Mondiali 2026                                                       | -                                                                         | 71’                                                                       |
| 5-9-2024                                                                  | Tashkent                                                                  | Uzbekistan                                                                | 1 – 0                                                                     | Corea del Nord                                                            | Qual. Mondiali 2026                                                       | 1                                                                         | 87’                                                                       |
| 10-9-2024                                                                 | Biškek                                                                    | Kirghizistan                                                              | 2 – 3                                                                     | Uzbekistan                                                                | Qual. Mondiali 2026                                                       | -                                                                         | 75’                                                                       |
| 10-10-2024                                                                | Tashkent                                                                  | Uzbekistan                                                                | 0 – 0                                                                     | Iran                                                                      | Qual. Mondiali 2026                                                       | -                                                                         |                                                                           |
| 15-10-2024                                                                | Tashkent                                                                  | Uzbekistan                                                                | 1 – 0                                                                     | Emirati Arabi Uniti                                                       | Qual. Mondiali 2026                                                       | -                                                                         |                                                                           |
| 14-11-2024                                                                | Al Rayyan                                                                 | Qatar                                                                     | 3 – 2                                                                     | Uzbekistan                                                                | Qual. Mondiali 2026                                                       | -                                                                         | 69’                                                                       |
| 19-11-2024                                                                | Vientiane                                                                 | Corea del Nord                                                            | 0 – 1                                                                     | Uzbekistan                                                                | Qual. Mondiali 2026                                                       | -                                                                         | cap. 80’                                                                  |
| 20-3-2025                                                                 | Tashkent                                                                  | Uzbekistan                                                                | 1 – 0                                                                     | Kirghizistan                                                              | Qual. Mondiali 2026                                                       | -                                                                         | 88’                                                                       |
| 5-6-2025                                                                  | Abu Dhabi                                                                 | Emirati Arabi Uniti                                                       | 0 – 0                                                                     | Uzbekistan                                                                | Qual. Mondiali 2026                                                       | -                                                                         | 86’                                                                       |
| 10-6-2025                                                                 | Tashkent                                                                  | Uzbekistan                                                                | 3 – 0                                                                     | Qatar                                                                     | Qual. Mondiali 2026                                                       | -                                                                         | 84’                                                                       |
| Totale                                                                    |                                                                           | Presenze                                                                  | 73                                                                        |                                                                           | Reti                                                                      | 13                                                                        |                                                                           |

## Palmarès

### Club

#### Competizioni nazionali
- Campionato uzbeko: 5

Paxtakor: 2014, 2015, 2019, 2020
Lokomotiv Tashkent: 2017
- Coppa dell'Uzbekistan: 3

Lokomotiv Tashkent: 2017
Paxtakor: 2019, 2020
- Coppa di Lega uzbeka: 1

Paxtakor: 2019
- Coppa di Lega degli Emirati Arabi Uniti: 1

Al-Ahli: 2020-2021
- Coppa del Presidente degli Emirati Arabi Uniti: 1

Al-Ahli: 2020-2021
- Coppa d'Iran: 1

Esteghlal: 2024-2025

#### Competizioni internazionali
- Coppa dei Campioni araba per club: 1

Al-Nassr: 2023